# Distretto di Aki (Kōchi)
Il distretto di Aki (安芸郡, Aki-gun?) è uno dei distretti della prefettura di Kōchi, in Giappone.
Attualmente fanno parte del distretto i comuni di Geisei, Kitagawa, Nahari, Tano, Tōyō, Umaji e Yasuda.
| Controllo di autorità | VIAF (EN) 258768728 · NDL (EN, JA) 00629865 |